# Jacqueline Roman
Jacqueline Roman, née Jacqueline Fleurette Friedlaender le 17 mars 1920 à Metz et morte le 6 juin 1981 à New York, est une actrice française.

## Biographie
Mère de Danièle Thompson, elle a été l'épouse de Gérard Oury.

## Filmographie
- 1938 : Ma sœur de lait de Jean Boyer
- 1941 : Un chapeau de paille d'Italie de Maurice Cammage - Virginie
- 1941 : Espoirs de Willy Rozier - Isabelle
- 1942 : Le Médecin des neiges, court métrage de Marcel Ichac
- 1945 : L'Affaire du Grand Hôtel de André Hugon - Régine
- 1947 : Histoire de chanter de Gilles Grangier - Jeannette
- 1947 : Les Trois Cousines, de Jacques Daniel-Norman - Joséphine
- 1948 : Toute la famille était là de Jean de Marguenat - Angélique
- 1952 : Agence matrimoniale de Jean-Paul Le Chanois - Sylvie